# Steve Hill (guitariste)
Pour les articles homonymes, voir Steve Hill.
Steve Hill est un auteur-compositeur-interprète, guitariste et chanteur de blues rock canadien né à Trois-Rivières en 1974.

## Biographie
Steve Hill naît en 1974 à Trois-Rivières-Ouest (fusionnée à Trois-Rivières en 2002),. Il commence à jouer la guitare vers l'âge de 12 ans et monte sur les scènes locales à 16 ans. À 18 ans, il déménage à Montréal où il devient musicien professionnel en jouant dans les bars. En 1993, il part en tournée avec Bob Harrisson, l'ex-batteur du groupe Offenbach pendant deux ans,.
En octobre 1997, un premier album est enregistré par le guitariste éponyme qui reçoit le titre de meilleur album de blues au Canada par le magazine Real Blues de Vancouver qui le proclame « meilleur jeune guitariste de Blues de la scène nord-américaine »,.
En 2015, il remporte le prix Juno de l'album blues,.
Il s'est entre autres produit en 2021 au Festival international de jazz de Montréal.

## Discographie[7]

### Albums
- 1997 : Steve Hill
- 1999 : Call It What You Will
- 2002 : Domino
- 2007 : Devil At My Heels
- 2009 : The Damage Done
- 2011 : Whiplash Love
- 2012 : Solo Recordings, Vol. 1

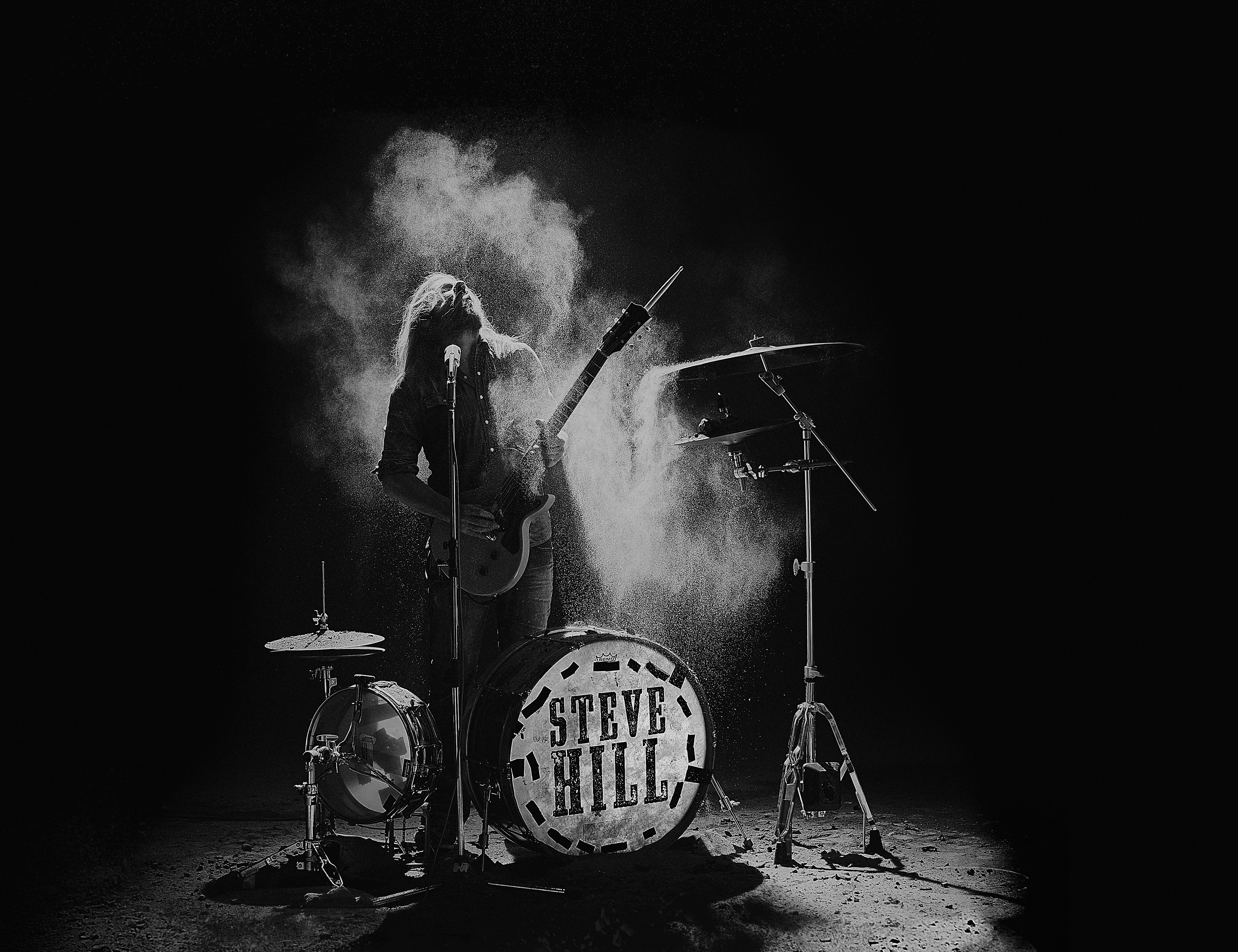
Steve Hill, Solo Recordings Volume 3.

- 2013 : Solo Recordings, Vol. 1 1/2 (Extended play)
- 2014 : Solo Recordings, Vol. 2
- 2016 : Solo Recordings, Vol. 3[8]
- 2018 : One Man blues rock band
- 2020 : Desert Trip
- 2021 : Desert Trip Deluxe
- 2022 : Dear Illusion[9]
- 2024 : Hanging On A String[10]